# Romani Rose

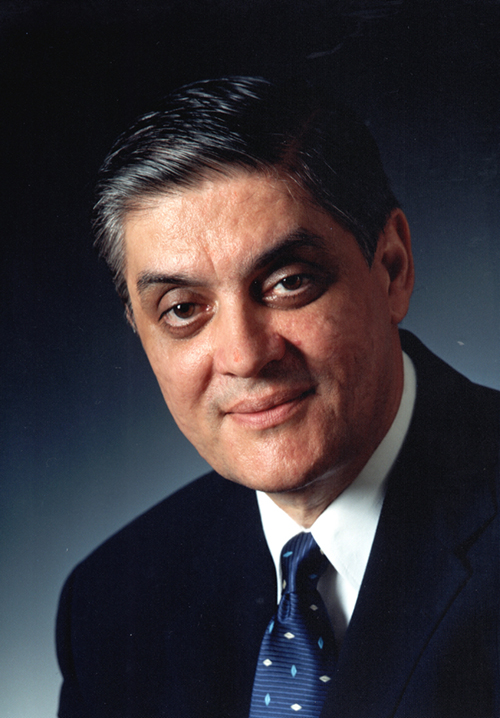
Romani Rose

Romani Rose, född 20 augusti 1946 i Heidelberg, Tyskland, är en tysk sinto och medborgarrättsaktivist. Sedan 1982 är han ordförande för tyska Zentralrat Deutscher Sinti und Roma. Dessförinnan arbetade han som köpman och konsthandlare. 
17 mars 1982 deltog han i den delegation som träffade Förbundskansler Helmut Schmidt, vilken då erkände nazisternas förföljelse av sinti och romer som folkmord (Porajmos). 

## Utmärkelser
- Bundesverdienstkreuz I. Klasse (2008)
- Muhammad-Nafi-Tschelebi-Preis (2012).[1]
- Bundesverdienstkreuz (2017)